# Johann Rudolf von Sinner
Johann Rudolf von Sinner (* 27. Juni 1830 in Bern; † 26. Februar 1901 ebenda) war ein Schweizer Offizier und konservativer Politiker.
Von Sinner besuchte von 1845 bis 1850 die Ingenieurakademie Wien, war von 1850 bis 1860 österreichischer Genieoffizier, wurde 1855 Hauptmann und nahm 1859 an der Schlacht von Solferino teil. 1862 trat er in den eidgenössischen Generalstab ein, wurde 1871 Oberst und war von 1879 bis 1882 Chef des Generalstabs des eidgenössischen Stabsbüros. Als Generalstabschef schied Sinner im Zusammenhang mit einer Duellaffäre aus. Von 1866 bis 1888 war er bernischer Burgerratspräsident, von 1878 bis 1882 konservativer Grossrat und von 1890 bis 1901 Stadtrat von Bern und Direktionspräsident der Neuen Mädchenschule.